# Nealcidion elongatum
Nealcidion elongatum là một loài bọ cánh cứng trong họ Cerambycidae.